# 테네시 주립 대학교
테네시 주립 대학교(Tennessee State University)는 미국 테네시주 내슈빌에 위치한 랜드그랜트 대학교이다. 역사적 흑인 대학(HBCU)이기도 하다.

## 역사
테네시 주립 대학교의 모체는 1909년 테네시 주의회가 설립한 테네시 주립 농업·산업사범학교(Agricultural and Industrial State Normal School)로서, 1912년 247명의 신입생을 받아들이면서 개교하였다.
1922년 4년제 사범대학이 되었고, 1924년 주립농업·산업사범대학을 거쳐 1927년 테네시 주립농업·산업대학으로 교명을 변경하였다.
1951년 종합대학교인 테네시 농업·산업대학교로 명칭을 바뀌었으며, 이후 1958년 테네시주 교육위원회의 결정에 따라 연방정부로부터 재정지원을 받는 랜드그랜트 유니버시티가 되었다. 1968년 지금의 교명인 테네시 주립 대학교로 변경하였다. 1979년에는 테네시 대학교의 내시빌 캠퍼스를 법원 판결에 따라 흡수통합하였다.

## 현황
2011년 기준 인문과학대학, 경영대학, 교육대학, 보건과학대학, 간호대학 등 8개의 단과대학과 대학원에 인문학, 과학, 경제학, 교육학, 공학, 컴퓨터과학, 보건과학, 사회복지학, 간호학 등 77개의 전공과정이 마련되어 있다. 학위부문은 45개의 학사학위, 24개의 석사학위, 7개의 박사학위가 있다.
미국 내 42개 주를 비롯해 전 세계 45개 나라 출신의 재학생 8,930명 가운데 학부생은 6,857명, 대학원생은 2,073명이다. 교수는 450명이고, 이중에서 72.7%가 박사학위 소지자다. 교수 1인당 학생 수는 16명이다.